# Damn Yankees (album)
| Recensione | Giudizio |
| ---------- | -------- |
| AllMusic   |          |

Damn Yankees è il primo album in studio del supergruppo statunitense Damn Yankees, pubblicato il 13 marzo 1990 dalla Warner Bros. Records.
L'album ha ottenuto grande successo, grazie soprattutto al singolo High Enough, che raggiunse il terzo posto della Billboard Hot 100.

## Tracce
Testi e musiche di Jack Blades, Ted Nugent e Tommy Shaw.
1. Coming of Age – 4:21
2. Bad Reputation – 4:29
3. Runaway – 4:02
4. High Enough – 4:43
5. Damn Yankees – 4:37
6. Come Again – 5:38
7. Mystified – 4:14
8. Rock City – 4:28
9. Tell Me How You Want It – 4:32
10. Piledriver – 4:18

## Formazione

### Gruppo
- Tommy Shaw – voce, chitarra
- Jack Blades – voce, basso
- Ted Nugent – chitarra, voce
- Michael Cartellone – batteria, cori

### Altri musicisti
- Steve Freeman – tastiere
- Alan Pasqua – organo Hammond
- Neverleave Brothers – cori
- B.J. Ingram, David Niwa, Marion Pinhiero, Marti Sweet, Gerlad Tarack – violino
- Sarah Carter,  Jesse Levy, Charles McCracken – violoncelli
- Ron Raffio – basso
- Danny Cahn, Steve Guttman – trombe
- Richard Centalonza, Lawrence Feldman, William Meade, Roger Rosenberg, Nancy Wolfe – ance
- Dale Kirkland, Keith O'Quinn, Jack Schatz – tromboni
- Katharine Easter, Ann Yarbrough – corni
- Ian Finkle, Clfton Hardison – percussioni
- Ray Marchica – batteria

### Produzione
- Ron Nevison – produzione, ingegneria del suono
- Tommy Shepard – produzione esecutiva
- James Nichols – ingegneria del suono
- John Aguto, Ed Goodreau, Bill Kennedy, Jeff Poe, Toby Wright – ingegneria del suono (assistenti)